# HD 37124
HD 37124 — звезда в созвездии Тельца на расстоянии около 110 световых лет от Солнца. Вокруг звезды обращаются, как минимум, три планеты.

## Характеристики
HD 37124 — медленно вращающаяся вокруг своей оси звезда с малой хромосферной активностью. Это жёлтый карлик главной последовательности с массой и радиусом, равными 0,91 и 0,82 солнечных.